# Liste der Weltmeister im Bogenbiathlon
Die Liste der Weltmeister im Bogenbiathlon verzeichnet alle Medaillengewinner bei Weltmeisterschaften im Bogenbiathlon. Bis 2001 wurden die Wettkämpfe von der WA, von 2002 bis 2005 von der International Biathlon Union (IBU), seitdem wieder von der FITA organisiert.

## Männer

### Einzel
| Weltmeisterschaft | Weltmeisterschaft | Gold               | Silber           | Bronze             |
| ----------------- | ----------------- | ------------------ | ---------------- | ------------------ |
| 1998              | Cogne             | Alberto Peracino   | Daniele Conte    | Fabrizio Salvadori |
| 1999              | Bessans           | Emmanuel Jeannerod | Daniele Conte    | Jurij Dmytrenko    |
| 2001              | Kubalonka         | Andrei Markow      | Alberto Peracino | Julien Storti      |
| 2002              | Pokljuka          | Igor Samoilow      | Andrei Markow    | Daniele Conte      |
| 2007              | Moskau            | Yamada Takuya      | Kirill Malzew    | Hiroyuki Urano     |

### Sprint
| Weltmeisterschaft | Weltmeisterschaft | Gold          | Silber               | Bronze             |
| ----------------- | ----------------- | ------------- | -------------------- | ------------------ |
| 2002              | Pokljuka          | Andrei Markow | Michail Woronin      | Alberto Peracino   |
| 2003              | Krün              | Andrej Zupan  | Andrei Markow        | Serhij Mychajlenko |
| 2004              | Pokljuka          | Andrei Markow | Andrej Zupan         | Serhij Mychajlenko |
| 2005              | Forni Avoltri     | Igor Borissow | Andrej Zupan         | Alberto Peracino   |
| 2007              | Moskau            | Pawel Borodin | Konstantin Pogorelow | Hiroyuki Urano     |

### Verfolgung
| Weltmeisterschaft | Weltmeisterschaft | Gold             | Silber             | Bronze                   |
| ----------------- | ----------------- | ---------------- | ------------------ | ------------------------ |
| 2001              | Kubalonka         | Alberto Peracino | Jurij Dmytrenko    | Andrei Markow            |
| 2002              | Pokljuka          | Andrei Markow    | Michail Woronin    | Daniele Conte            |
| 2003              | Krün              | Andrei Markow    | Igor Borissow      | Daniele Conte            |
| 2004              | Pokljuka          | Andrei Markow    | Andrej Zupan       | Igor Samoilow            |
| 2005              | Forni Avoltri     | Igor Borissow    | Pawel Borodin      | Edmund Martin            |
| 2007              | Moskau            | Hiroyuki Urano   | Wladimir Jewtjukow | Wjatscheslaw Tichonrawow |

### Massenstart
| Weltmeisterschaft | Weltmeisterschaft | Gold                 | Silber                | Bronze             |
| ----------------- | ----------------- | -------------------- | --------------------- | ------------------ |
| 2001              | Kubalonka         | Andrei Markow        | Andrej Zupan          | Alberto Peracino   |
| 2002              | Pokljuka          | Michail Woronin      | Andrei Markow         | Igor Samoilow      |
| 2003              | Krün              | Andrei Markow        | Wolodymyr Ossadtschyj | Hugo Loewert       |
| 2004              | Pokljuka          | Igor Samoilow        | Wolodymyr Ossadtschyj | Maxim Menschikow   |
| 2005              | Forni Avoltri     | Igor Borissow        | Igor Samoilow         | Edmund Martin      |
| 2007              | Moskau            | Konstantin Pogorelow | Vid Vončina           | Wladimir Jewtjukow |

### Staffel
| Weltmeisterschaft | Weltmeisterschaft | Gold                                                                        | Silber                                                                         | Bronze                                                                         |
| ----------------- | ----------------- | --------------------------------------------------------------------------- | ------------------------------------------------------------------------------ | ------------------------------------------------------------------------------ |
| 1998              | Cogne             | ItalienFabrizio Salvadori Alberto Peracino Francesco Semenzato              | FrankreichSebastien Gachet Julien Storti Emmanuel Jeannerod                    | SlowenienMatej Krumpestar Peter Koprivnikar Iztok Prelog                       |
| 1999              | Bessans           | ItalienAlberto Peracino Daniele Conte Fabrizio Salvadori                    | UkraineWladyslaw Luschtschyk Jurij Dmytrenko Oleksandr Usmkalenko              | FrankreichJulien Storti Jerome Guillot-Vignot Emmanuel Jeannerod               |
| 2001              | Kubalonka         | RusslandIwan Maslennikow Maxim Menschikow Wladimir Fomitschow Andrei Markow | ItalienAlessandro Morassi Daniele Conte Fabrizio Salvadori Alberto Peracino    | FrankreichJulien Storti Emmanuel Jeannerod Hugo Loewert Sebastien Gardoni      |
| 2002              | Pokljuka          | RusslandMichail Woronin Iwan Maslennikow Igor Samoilow Andrei Markow        | SlowenienAndrej Zupan Rok Rant Boris Andrejka Matej Krumpestar                 | FrankreichGuilhem Motte Bastien Gachet Hugo Loewert Sebastien Gardoni          |
| 2003              | Krün              | RusslandIgor Samoilow Wladimir Fomitschow Iwan Maslennikow Andrei Markow    | UkraineJurij Dmytrenko Wolodymyr Ossadtschyj Roman Schowkun Serhij Mychajlenko | SlowenienAndrej Zupan Ivan Maradin Vid Vončina Matej Krumpestar                |
| 2004              | Pokljuka          | RusslandIwan Maslennikow Igor Samoilow Igor Borissow Andrei Markow          | SlowenienJože Poklukar Gaber Lah Andrej Zupan Matej Krumpestar                 | UkraineWolodymyr Ossadtschyj Anatolij Lebeda Roman Schowkun Serhij Mychajlenko |
| 2005              | Forni Avoltri     | RusslandPawel Borodin Wladimir Jewtjukow Igor Samoilow Maxim Menschikow     | SlowenienMatej Krumpestar Andrej Zupan Jaka Marinšek Vid Vončina               | UkraineWolodymyr Ossadtschyj Anatolij Lebeda Andrij Taran Serhij Mychajlenko   |

## Frauen

### Einzel
| Weltmeisterschaft | Weltmeisterschaft | Gold                 | Silber               | Bronze         |
| ----------------- | ----------------- | -------------------- | -------------------- | -------------- |
| 1998              | Cogne             | Nadia Peyrot         | Stefania D’Andrea    | Carole Leclerc |
| 1999              | Bessans           | Stefania D’Andrea    | Nadia Peyrot         | Carole Leclerc |
| 2001              | Kubalonka         | Jekaterina Lugowkina | Olga Francon         | Nadia Peyrot   |
| 2002              | Pokljuka          | Jekaterina Lugowkina | Nadia Peyrot         | Olga Koslowa   |
| 2007              | Moskau            | Walentina Linkowa    | Jekaterina Lugowkina | Olga Koslowa   |

### Sprint
| Weltmeisterschaft | Weltmeisterschaft | Gold                 | Silber                 | Bronze               |
| ----------------- | ----------------- | -------------------- | ---------------------- | -------------------- |
| 2002              | Pokljuka          | Olga Koslowa         | Marija Filippowa       | Nadia Peyrot         |
| 2003              | Krün              | Jekaterina Lugowkina | Olga Koslowa           | Ksenija Malzewa      |
| 2004              | Pokljuka          | Olga Koslowa         | Nadia Peyrot           | Ksenija Malzewa      |
| 2005              | Forni Avoltri     | Walentina Linkowa    | Olga Koslowa           | Jekaterina Lugowkina |
| 2007              | Moskau            | Walentina Linkowa    | Jelena Scharafutdinowa | Jekaterina Lugowkina |

### Verfolgung
| Weltmeisterschaft | Weltmeisterschaft | Gold                 | Silber               | Bronze            |
| ----------------- | ----------------- | -------------------- | -------------------- | ----------------- |
| 2001              | Kubalonka         | Jekaterina Lugowkina | Nadia Peyrot         | Olga Koslowa      |
| 2002              | Pokljuka          | Olga Koslowa         | Nadia Peyrot         | Marija Filippowa  |
| 2003              | Krün              | Olga Koslowa         | Jekaterina Lugowkina | Nadia Peyrot      |
| 2004              | Pokljuka          | Ksenija Malzewa      | Nadia Peyrot         | Olga Koslowa      |
| 2005              | Forni Avoltri     | Olga Koslowa         | Jekaterina Lugowkina | Walentina Linkowa |
| 2007              | Moskau            | Walentina Linkowa    | Jekaterina Lugowkina | Natalija Jemelina |

### Massenstart
| Weltmeisterschaft | Weltmeisterschaft | Gold              | Silber            | Bronze               |
| ----------------- | ----------------- | ----------------- | ----------------- | -------------------- |
| 2001              | Kubalonka         | Olga Koslowa      | Stefania D’Andrea | Jekaterina Lugowkina |
| 2002              | Pokljuka          | Natalja Lukjanez  | Nadia Peyrot      | Tatjana Rowinskaja   |
| 2003              | Krün              | Olga Koslowa      | Ksenija Malzewa   | Nadia Peyrot         |
| 2004              | Pokljuka          | Olga Koslowa      | Nadia Peyrot      | Ksenija Malzewa      |
| 2005              | Forni Avoltri     | Natalija Jemelina | Olga Koslowa      | Jekaterina Lugowkina |
| 2007              | Moskau            | Olga Koslowa      | Nadia Peyrot      | Jekaterina Lugowkina |

### Staffel
| Weltmeisterschaft | Weltmeisterschaft | Gold                                                                 | Silber                                                     | Bronze                                                      |
| ----------------- | ----------------- | -------------------------------------------------------------------- | ---------------------------------------------------------- | ----------------------------------------------------------- |
| 1998              | Cogne             | ItalienStefania D’Andrea Edmea Ollier Nadia Peyrot                   | FrankreichOlga Francon Carole Leclerc Joulie Faulon        | Vereinigte StaatenKim Bartholomew Denise Parker Leslie Howa |
| 1999              | Bessans           | ItalienStefania D’Andrea Edmea Ollier Nadia Peyrot                   | RusslandElena Safarova Tatjana Rowinskaja Marija Filippowa | PolenMaria Cieślar Magda Michalek Agnieszka Rypien          |
| 2001              | Kubalonka         | RusslandOlga Olegowna Koslowa Jekaterina Lugowkina Marija Filippowa  | ItalienLicia Piller Hoffer Stefania D’Andrea Nadia Peyrot  | FrankreichOlga Francon Celine Gardoni Stephania Guillemin   |
| 2002              | Pokljuka          | RusslandOlga Olegowna Koslowa Jekaterina Lugowkina Marija Filippowa  | ItalienStefania D’Andrea Licia Piller Hoffer Nadia Peyrot  | FrankreichStephania Guillemin Aundrey Morel Carole Leclerc  |
| 2003              | Krün              | Wettbewerb                                                           | nicht                                                      | ausgetragen                                                 |
| 2004              | Pokljuka          | RusslandOlga Olegowna Koslowa Jekaterina Lugowkina Ksenija Malzewa   | ItalienLicia Piller Hoffer Elda Piller Hoffer Nadia Peyrot | –                                                           |
| 2005              | Forni Avoltri     | RusslandOlga Olegowna Koslowa Jekaterina Lugowkina Walentina Linkowa | ItalienNadia Peyrot Licia Piller Hoffer Elda Piller Hoffer | DeutschlandJana Hönig Viktoria Wurmer Jana Hönig (2)        |